# Valentina Kameníková
Valentina Kameníková   (Odessa, 20 de desembre de 1930 - Praga, 21 de novembre de 1989) fou una pianista txeca i una professora de música ucraïnesa, respectivament.
Venia d'una família musical. Durant la Segona Guerra Mundial el 1941, a causa del seu origen, va ser evacuada a Sibèria, estudiant i tocant el piano, primer a Odessa en una escola local de música, després al Conservatori d'Odessa i, després, al Conservatori de Moscou, sota el professor Heinrich Neuhaus.
El 1954 es va casar, i el 1957 es va traslladar amb la seva família a Txecoslovàquia. Entre 1959 i 1961, va fer estudis de postgrau en piano a l'Acadèmia d'Arts Escèniques de Praga, sota el professor František Rauch. A partir del 1963 va fer classes al Conservatori de Praga i, el 1970, va treballar com a professora a l'Acadèmia de les Arts escèniques de Praga. El 1976 va ser membre del jurat del Concurs Internacional de Piano Paloma O'Shea Santander. Va ser una notable intèrpret clàssica de la música russa amb una tècnica de piano excel·lent, i va ser molt aclamada pels crítics. Ella finalment va deixar un llegat d'una cinquantena d'enregistraments.